# タ弾
タ弾（タだん）は、次の2つの意味を持つ。
1. 大日本帝国陸軍が開発した銃器および火砲用の対戦車用成形炸薬弾の秘匿名称。
2. 大日本帝国陸軍および海軍が開発した航空機搭載型の空対空・空対地クラスター爆弾に内蔵された成形炸薬弾頭をもつ子弾の秘匿名称。

本項目では両方について概述する。

## 対戦車用
タ弾とは、ナチス・ドイツの成形炸薬弾に関する技術供与によって陸軍が開発した銃器および火砲用の対戦車用成形炸薬弾（陸軍では穿甲榴弾（穿甲弾）、海軍では円錐弾と呼称）の秘匿名称である。
本弾はモンロー/ノイマン効果を利用する化学エネルギー弾である。弾丸に炸薬が充填されており、炸薬の先頭部分が円錐形に開孔され、その表面に漏斗（ライナー。漏斗状の薄い金属製の内張り）が貼り付けてある。目標に命中すると弾頭信管が発火し、漏斗内の空間を伝って漏斗足底部にある起爆薬を起爆させ、炸薬を爆轟させる（弾底信管をもつタ弾の場合は、弾底信管から直接炸薬を爆轟させる）。炸薬の爆轟波によりユゴニオ弾性限界を超える超高圧に晒された漏斗は、その中心部から流動性をもった金属（メタルジェット）となり、前方に収束する。メタルジェットが装甲に接触すると、超高圧により装甲材も流体のような振る舞いをするため、これを吹き飛ばしながら穿孔していく。メタルジェットが装甲を貫徹すると、燃焼ガスと共に内部に吹き込まれ被害を与える。なお成形炸薬弾には、弾丸が高速で旋動（スピン）しているとメタルジェットの収束が阻害され貫徹力が低下する特徴があるため、旋動安定式タ弾は威力がやや低下している可能性があった。またタ弾は低速で命中させるほど効力があり、高初速では効力が小さい（大初速で命中すると砲弾そのものが壊れてしまい想定された威力を発揮できないともいわれる）。したがって存速が大きい近距離では威力が低下する。
その他の短所としてはタ弾が装甲板を貫通した後の、戦車内部に与える損害が徹甲弾と比較して劣る。弱速で効果を発揮しやすいという特性により、徹甲弾と比べて命中率が低いなどがあげられる（必中を期待できる距離は500 m以下としていた。）。
ドイツでは成形炸薬の研究が進んでおり、1942年（昭和17年）5月、日独軍事技術交流の第一歩として、ドイツ陸軍省兵器局の弾薬班長パウル・ニーメラー（Paul Niemoeller）大佐が封鎖突破船により横浜に到着し、成形炸薬弾の図面と模型が陸軍省陸軍次官木村兵太郎中将に手渡された。その後ニーメラー大佐と、万一の場合に備え大佐とは別の船で来日したヴァルター・メルケル（Walter Merkel）少佐の2名に陸海軍は共に指導を受け、陸軍はタ弾委員会を設置し、地上・航空兵器への応用研究に着手した。同年6月には研究計画を策定し、小銃用の30 mmおよび40 mmタ弾の静止破裂試験を、翌月には発射試験を行なった。また、並行して四一式山砲用のタ弾についても設計を始めた。同年11月、これらの功績により、ニーメラー大佐とメルケル少佐に対し叙勲が検討された。
タ弾の名称の由来は、対戦車用弾頭であったためその頭文字から略称として「タ弾」と呼ばれたという説と、当時もたらされた図面に「エリプシェ・ターゲル」と記されていたことからこれを「楕円弾」と訳したが、「ダエン弾」では秘匿名称としては長すぎるので「ダ弾」と略し、さらに「ダ」を「タ」に変えて「タ弾」となったという説がある。（後者の場合、ドイツ語としては「エリプティッシェ・クーゲル」elliptische Kugel という表記が正しい）
タ弾は山砲や歩兵砲など低初速の火砲にも装甲貫徹能力を与えることが出来た（さらに徹甲弾と比較して、装甲板の種類によって貫通力が変わらず、傾斜装甲にも強いという利点もあった。）。そのため大戦後半には各種火砲でタ弾が開発・整備された。九四式山砲や四一式山砲用に開発された二式穿甲榴弾（タ弾）は、終戦時に完成品及び半途品を含めて合計約99,000発以上存在していた。
以下は実際に整備・生産されたタ弾である。
| 使用銃器・火砲               | 弾種                                   | 口径            | 信管                                      | 弾量 / 弾薬筒量                       | 貫通鋼板厚                               | 生産実績 |
| ---------------------------- | -------------------------------------- | --------------- | ----------------------------------------- | ------------------------------------- | ---------------------------------------- | --- |
| 二式擲弾器（タテ器）         | 四十粍タ弾                             | 40 mm（弾丸径） | （弾底式）                                | 370 g（炸薬104 g）                    | 50 mm（全数貫通） 60 mm（半数貫通）      | 約19,440発（昭和18年以降のある4箇月間の生産分推定）                                                                            |
| 九七式五糎七戦車砲           | 三式穿甲榴弾                           | 57 mm           | 一〇〇式小瞬発信管「穿」                  | 1.80 kg / -                           | 55 mm                                    | 64,000発（昭和19年度）、8,000発（昭和20年度）、合計72,000発。 約8,000発（鈴木織機生産分）                                      |
| 九二式歩兵砲                 | 三式穿甲榴弾                           | 70 mm           | 八八式瞬発信管「榴臼」                    | 3.38 kg / 4.08 kg                     | 90 mm                                    | 約39,000発（昭和20年度名古屋・大阪造兵廠生産分） 約5,700発（終戦時の大阪造兵廠枚方製造所および同大阪工場の在庫分。半途品含む） |
| 四一式山砲                   | 二式穿甲榴弾                           | 75 mm           | 八八式瞬発信管「野山加」                  | 3.95 kg / 4.77 kg                     | 90 mm（全数貫通） 100 mm（半数貫通）     | 60,895発（昭和20年1 - 5月生産分） 約55,000発（終戦時の大阪造兵廠枚方製造所他在庫分。半途品含む）                               |
| 九四式山砲                   | 二式穿甲榴弾                           | 75 mm           | 八八式瞬発信管「野山加」                  | 3.95 kg / 5.00 kg                     | 90 mm（全数貫通） 100 mm（半数貫通）     | 約44,000発（昭和20年度名古屋・大阪造兵廠生産分）                                                                               |
| 九一式十糎榴弾砲             | 三式穿甲榴弾                           | 105 mm          | 八八式瞬発信管「榴臼」                    | 10.91 kg（炸薬1.59 kg）               | 110 mm（全数貫通） 120 mm（二割貫通）    | 13,042発（昭和20年1 - 5月生産分） 約9,000発（大阪造兵廠枚方製造所生産分）                                                      |
| 試製四式七糎噴進砲（ロタ砲） | 試製四式七糎噴進穿甲榴弾（七糎ロタ弾） | 74 mm           | 試製四式瞬発信管「穿」 五式ろ弾用瞬発信管 | 4.08 kg（炸薬0.71 kg、推進薬0.26 kg） | 80 mm （撃角90-60度） 100 ㎜（条件不明） | 約47,600発（相模造兵廠生産分） 約3,100発（終戦時の大阪造兵廠枚方製造所在庫分。半途品含む）                                     |

以下は試製・研究に終わったタ弾、もしくは整備・生産状況が不明なタ弾である。
| 使用銃器・火砲                 | 弾種             | 口径                 | 信管                     | 弾量 / 弾薬筒量                       | 貫通鋼板厚 | 備考 |
| ------------------------------ | ---------------- | -------------------- | ------------------------ | ------------------------------------- | ---------- | --- |
| 九九式小銃                     | 試製外装穿甲弾   | -                    | -                        | 約800 g（炸薬310 g）                  | 75 mm      | 漏斗は九二式歩兵砲弾薬三式穿甲榴弾のものの転用。 発射薬筒として九九式普通実包を抜弾し装薬（三番管状薬）を3.2 gに増装したものを使用。 |
| 二式擲弾器（タテ器）           | 三十粍タ弾       | 30 mm（弾丸径）      | （弾底式）               | 約230 g（炸薬約50 g）                 | -          | 威力不足により整備には至らず。 |
| 二式擲弾器（タテ器）           | 四十五粍タ弾     | 45 mm（弾丸径）      | -                        | 750 g（炸薬130 g）                    | 55 mm      | 昭和19年度整備計画では当初20万発を整備する予定であったが、全て中止となった。                                                         |
| 二式擲弾器（タテ器）           | 七十五粍タ弾     | 75 mm（弾丸径）      | -                        | -                                     | -          | 長と短の2種があった。 |
| 自動砲用タ弾投擲器             | （タ弾）         | 40 - 50 mm（弾丸径） | -                        | -                                     | -          | 昭和18年3月に研究開始するも、同年度研究計画で一時中止となった。                                                                      |
| 九四式三十七粍砲               | 外装タ弾II型     | 80 mm（弾丸径）      | （弾底式）               | -                                     | 100 mm     | 全長456 mm。 |
| 九四式三十七粍砲               | 外装タ弾III型    | 80 mm（弾丸径）      | （弾底式）               | -                                     | 100 mm     | 全長465 mm。 |
| 試製機動五十七粍砲             | （タ弾）         | 57 mm                | -                        | - / -                                 | -          | - |
| 九九式七糎半戦車砲             | （タ弾）         | 75 mm                | -                        | - / -                                 | -          | 弾薬筒は四一式山砲弾薬二式穿甲榴弾弾薬筒に同じと思われる。                                                                           |
| 三八式野砲                     | 穿甲榴弾         | 75 mm                | 八八式瞬発信管「野山加」 | 3.95 kg / -                           | 100 mm     | 弾丸は各種山砲弾薬二式穿甲榴弾に同じ。                                                                                               |
| 改造三八式野砲                 | 穿甲榴弾         | 75 mm                | 八八式瞬発信管「野山加」 | 3.95 kg / -                           | 100 mm     | 弾丸は各種山砲弾薬二式穿甲榴弾に同じ。                                                                                               |
| 九五式野砲                     | 穿甲榴弾         | 75 mm                | 八八式瞬発信管「野山加」 | 3.95 kg / -                           | 100 mm     | 弾丸は各種山砲弾薬二式穿甲榴弾に同じ。                                                                                               |
| 四一式騎砲                     | 穿甲榴弾         | 75 mm                | 八八式瞬発信管「野山加」 | 3.95 kg / -                           | 100 mm     | 弾丸は各種山砲弾薬二式穿甲榴弾に同じ。                                                                                               |
| 四一式山砲                     | 外装タ弾I型      | -                    | （弾底式）               | 19.78 kg                              | 300 mm     | 全長802 mm。 |
| 九九式十糎山砲                 | 三式穿甲榴弾     | 105 mm               | 八八式瞬発信管「榴臼」   | 10.91 kg（炸薬1.59 kg）               | 120 mm     | 弾丸は九一式十糎榴弾砲弾薬三式穿甲榴弾に同じ。                                                                                       |
| 三八式十二糎榴弾砲             | 穿甲榴弾         | 120 mm               | 八八式瞬発信管「榴臼」   | 13.03 kg                              | 140 mm     | - |
| 試製四式十二糎自走砲（ホト車） | （タ弾）         | 120 mm               | -                        | -                                     | -          | 弾丸は三八式十二糎榴弾砲弾薬穿甲榴弾に同じと思われる。                                                                               |
| 四年式十五糎榴弾砲             | 三式穿甲榴弾     | 149.1 mm             | 八八式瞬発信管「榴臼」   | 21.04 kg                              | 150 mm     | - |
| 九六式十五糎榴弾砲             | 三式穿甲榴弾     | 149.1 mm             | 八八式瞬発信管「榴臼」   | 21.04 kg                              | 150 mm     | - |
| 八九式重擲弾筒                 | 五式穿甲榴弾甲   | 50 mm                | -                        | 835 g                                 | 50 mm      | 全長143 mm。 |
| 八九式重擲弾筒                 | 五式穿甲榴弾乙   | 50 mm                | -                        | -                                     | -          | - |
| 試製大擲弾筒                   | 五式穿甲榴弾甲   | 81.4 mm              | -                        | 3.16 kg（炸薬0.45 kg）                | 90 mm      | 全長254 mm。 |
| 試製大擲弾筒                   | 五式穿甲榴弾乙   | 81.4 mm              | -                        | -                                     | -          | - |
| 二式十二糎迫撃砲               | 穿甲榴弾         | 120 mm               | 一〇〇式二働信管「迫」   | 12.18 kg                              | 150 mm     | 全長584 mm。 |
| 試製九糎噴進砲                 | （噴進タ弾）     | 93.5 mm              | 五式ろ弾用瞬発信管       | 9.03 kg（炸薬1.59 kg、推進薬0.62 kg） | 130 mm     | 本弾を有翼無旋動弾とする資料と無翼有旋動弾とする資料がある。整備には至らず。                                                         |
| 試製九糎空挺隊用噴進砲         | （噴進タ弾）     | 93.5 mm              | 五式ろ弾用瞬発信管       | 9.03 kg（炸薬1.59 kg、推進薬0.62 kg） | 130 mm     | 本弾を有翼無旋動弾とする資料と無翼有旋動弾とする資料がある。整備には至らず。                                                         |
| （15 cm噴進砲）                | （噴進旋動タ弾） | 約15 cm              | -                        | 約30 kg（炸薬約5 kg、推進薬約4.5 kg） | -          | 整備には至らず。 |
| 試製八十一粍無反動砲           | （有翼タ弾）     | 81.4 mm              | -                        | 3.10 kg（炸薬0.45 kg）                | 100 mm     | - |
| 試製七糎半無反動砲             | （旋動タ弾）     | 75 mm                | -                        | 3.95 kg（炸薬0.71 kg） / -            | 100 mm     | 弾丸は各種山砲弾薬二式穿甲榴弾に同じと思われる。                                                                                     |
| 試製十糎半無反動砲             | （旋動タ弾）     | 105 mm               | 八八式瞬発信管「榴臼」   | 10.91 kg（炸薬1.59 kg） / -           | 130 mm     | 弾丸は九一式十糎榴弾砲弾薬三式穿甲榴弾に同じ。                                                                                       |
| 試製五式四十五粍簡易無反動砲   | 試製五式穿甲榴弾 | 80 mm（弾丸径）      | （弾底式）               | 2.15 kg（炸薬0.64 kg）                | 120 mm     | 点火具は九九式小銃の薬莢を応用。薬筒には装薬100 gを填実。                                                                            |
| 刺突タ弾                       | （柄付タ弾）     | 80 mm                | -                        | 3.00 kg（炸薬0.60 kg）                | 120 mm     | 刺突爆雷の様な兵器と思われる。昭和20年3月に研究完了予定となっているが、その後は不明。                                                |

1944年（昭和19年）4月、ニューギニアにてオーストラリア陸軍による鹵獲された四一式山砲の射撃試験が行われており、射距離150ヤード(137.16 m)からマチルダII歩兵戦車の車体正面（装甲厚75 mm）を射撃している。四一式山砲の一式徹甲弾（鋼板貫通限界厚は射距離100 mで50 mm）と思われる徹甲弾ではマチルダII戦車の車体正面を貫通できなかったが、二式穿甲榴弾（タ弾）と思われる成形炸薬弾では車内まで貫通した貫通孔写真が確認できる。

## 空対空・空対地
タ弾とは、ナチス・ドイツの成形炸薬弾に関する技術供与によって陸軍が開発した、空対空・空対地親子爆弾（クラスター爆弾）に内蔵された成形炸薬弾頭をもつ子弾の秘匿名称である。また海軍が開発した同様の爆弾の子弾もタ弾と呼ばれる。なお海軍には内部に焼夷薬の入った鋼管を多数内蔵した空対空・空対地用の三号爆弾（通称：タコ爆弾）や、通常の炸裂弾頭をもつ子弾を内蔵した二式六番二十一号爆弾二型なるものもあり、しばしばタ弾と混同されるが誤りである。
1942年（昭和17年）5月にドイツより成形炸薬弾の図面がもたらされた際、陸軍航空技術研究所の野田耕造少将は陸軍技術本部の部員と共に説明を受け、この小型強力弾を分散配置している航空機に対して多数投下すれば効果があると判断し、早速試作に取り掛かった。基本的な構造は、長方形の波形鋼板を包めて六角柱形に成形して両端に蓋をし、それをバックル付きのベルトで固定した収容筒（コンテナ）の内部に多数の成形炸薬弾頭をもつ弾丸（子弾）を内蔵するものだった。主に戦闘機の翼下に懸吊する形で使用され、目標へ向かって投下した直後に、機体に固定されたワイヤーの作用によりバックルが解除されてベルトが外れ、収容筒が分解して内蔵の弾丸を飛散させ広範囲の敵にダメージを与えるというものであった。
最初に製作したものは収容筒内部に弾丸として「タ一〇二」（弾頭径40 mm、全長約26 cm、弾量約310 g、炸薬約110 gの成形炸薬弾で、弾頭は二式擲弾器用の四十粍タ弾とほぼ共通であり、弾尾には安定翼と回転翼式の安全装置を有する信管がある）を76発内蔵した50 kg弾で、制式名称は二式四十粍撒布弾である。投下試験では燃料タンクを燃焼させたり、翼に径40 cmの穴を開けるなど大きな効果があった。その後も投下試験を繰り返したが、いずれも良好な成績を残したため、新たに「タ一〇二」を30発内蔵した30 kg弾の三式四十粍撒布弾も製造した。1942年（昭和17年）9月には試製投下タ弾100,000発および同収容筒1,500個を調弁するよう指示されている。1943年（昭和18年）1月11日、参謀本部はB-17応急対策の一環として、第八方面軍に対し戦闘機用タ弾の整備およびタ弾懸吊装置の整備・発送を15日までに30機分行うよう通達した。また、同月に陸軍航空審査部は明野陸軍飛行学校と協力して、飛行中の編隊に対するタ弾の投下法の研究を行なったが、「タ弾の落下速度が遅いため、編隊前方で投下する時機の判定が難しく、効果がない」との判決を下している。
一方海軍は1942年（昭和17年）7月に飛行場攻撃用のクラスター爆弾について言及している。1943年（昭和18年）1月に弾子（子弾）を30発内蔵した60 kg弾を製造し、同年6月までに実験を終了する予定であった。本弾は円筒形の弾体（コンテナ）内部に弾子（弾頭径約45 mm、全長約44.5 cm、弾量約1 kg、炸薬約310 gの成形炸薬弾で、弾尾には安定翼と風車式の安全装置を有する信管がある）を40発内蔵した60 kg弾で、制式名称は二式六番二十一号爆弾一型（同年10月6日に制式採用）である。弾体頭部には三式点火装置一型と少量の黒色火薬が詰められており、投下して約5秒後に風車式の安全装置が解除されて黒色火薬に点火し弾体頭部が吹き飛ぶ。その際弾体頭部に固定されたワイヤーの作用によりバックルが解除されてベルトが外れ、弾体が分解して内蔵の弾子を飛散させる。同年8月にはラバウル基地に685発の二式六番二十一号爆弾が存在していた。
使用にあたっては、的確な位置に投下することさえできれば非常に有用な兵器であるが、近接信管を開発できなかった日本では、敵機の未来位置や弾道を予測した上で投下のタイミングを判断し、自機を目標上空で機体高度・速度等一定に保たなければならないため、操縦者は高い技術を要求された。
主に対爆撃機編隊・対基地・対地上部隊の攻撃用に用いられ、陸軍では主にニューギニア戦線・フィリピン戦線・ビルマ戦線・中国戦線・満州等で使用し、海軍では主にフィリピン・ラバウル方面やレイテ海戦等で使用した。
空対空において使用する場合は敵機の上方1,000 m程度の位置を占位することが必須条件となるが、レーダーや照準器を使うわけではなく、勘に頼って投下する爆弾なだけにただでさえ攻撃を成功させることが難しい上、特にB-29が相手だと機体の能力差で上方占位が極めて困難であり、爆撃機が護衛戦闘機を引き連れてくるようになるとそれはさらに困難となり、投下以前の問題であるとして兵器自体の有効性に疑問が持たれ、徐々に使用されなくなっていった。
反面、空対地（飛行場や車両部隊襲撃）では散布界の広いタ弾は効果的な兵器であり、終戦まで各方面の第一線で少なくない数が効果的に使用された。例としてビルマの戦いでは、飛行第64戦隊の戦隊長を務めた宮辺英夫少佐操縦の一式戦「隼」が、連合軍飛行場に対し夜間奇襲攻撃を敢行し地上駐機中の大型機複数撃破の戦果を報告。ソ連対日参戦下の満州では、1945年（昭和20年）8月12日、15日に、飛行第104戦隊の四式戦闘機「疾風」と独立飛行第25中隊の二式複座戦闘機「屠龍」がソ連赤軍機甲部隊に対しタ弾攻撃を敢行、戦車やトラックなど数十輌を破壊・炎上させる戦果を挙げている。